# Nalotnica jedwabnikowata

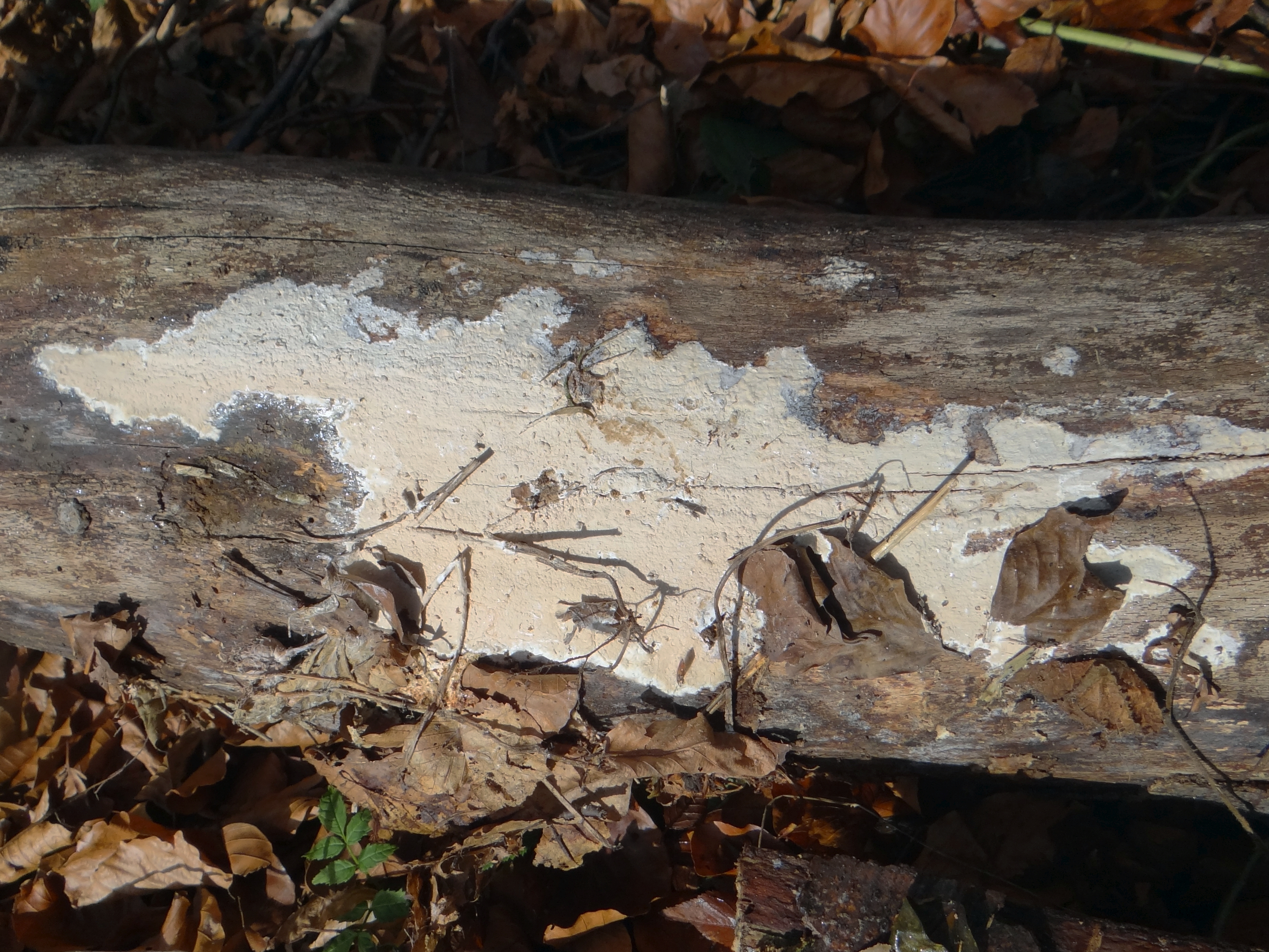

Nalotnica jedwabnikowata Hypochnicium bombycinum (Sommerf.) J. Erikss. – gatunek  grzybów należący do rzędu żagwiowców (Polyporales).

## Systematyka i nazewnictwo
Pozycja w klasyfikacji według Index Fungorum: Hypochnicium, Incertae sedis, Polyporales, Incertae sedis, Agaricomycetes, Agaricomycotina, Basidiomycota, Fungi.
Po raz pierwszy takson ten zdiagnozował w 1826 r. Søren Christian Sommerfelt nadając mu nazwę Thelephora bombycina. Obecną, uznaną przez Index Fungorum nazwę nadał mu w 1958 r. J. Eriksson przenosząc go do rodzaju Hypochnicium i innej rodziny. 
Synonimy:

- Corticium alutaceum var. molle (P. Karst.) Bres. 1903
- Corticium bombycinum (Sommerf.) P. Karst. 1893
- Corticium bombycinum (Sommerf.) P. Karst. 1893 var. bombycinum
- Corticium granulatum (Bonord.) P. Karst. 1882
- Corticium granulatum (Bonord.) P. Karst. 1882 var. granulatum
- Corticium granulatum var. molle P. Karst. 1879
- Corticium oosporum P. Karst. 1890
- Hypochnicium bombycinum (Sommerf.) J. Erikss. 1958 f. bombycinum
- Hypochnus bombycinus (Sommerf.) Fr. 1863
- Hypochnus granulatus Bonord. 1851
- Radulum bombycinum (Sommerf.) Nikol. 1961
- Thelephora bombycina Sommerf. 1826

Nazwę polską zaproponował Władysław Wojewoda w 1973 r. Stanisław Chełchowski w 1898 r. opisywał ten gatunek jako nalotek późny.

## Morfologia
Owocnik
Rozpostarty, przyrośnięty i trudny do oddzielenia do podłoża, często duży, osiągający powierzchnię kilku dm2. Zazwyczaj ma grubość 0,1–0,5 mm, ale okazy bujnie rosnące mogą mieć grubość nawet kilku mm. Młode owocniki są higrofaniczne, starsze mają barwę od żółtawej do bladoochrowej. Powierzchnia górna (hymenium) gładka lub brodawkowata, czasami wystające z niej strzępki nadają jej włóknisty wygląd. Dojrzałe okazy w stanie suchym są mniej lub bardziej spękane. Obrzeże włókniste, płonne, ale czasami cały owocnik jest pokryty hymenium.
Cechy mikroskopowe
System strzępkowy monomityczny. Strzępki cienkie do średniogrubych, o szerokości 3–5 μm, silnie rozgałęzione, ze sprzążkami. Wszystkie strzępki cyjanofilne. Cystyd brak. Podstawki początkowo maczugowate, podczas dojrzewania zwężają się i stają się faliste. Mają rozmiary 45–65 × 6–8 μm i zwykle 4 stożkowate i nieco zgięte sterygmy. W cytoplazmie zawierają liczne, oleiste kropelki. Zarodniki elipsoidalne lub jajowate, gładkie, grubościenne, cyjanofilne, nieamyloidalne, 9–11 × 6–8 μm.

## Występowanie i siedlisko
Występuje w Europie, Ameryce Północnej i na Jamajce. W Europie jest szeroko rozprzestrzeniony i częsty. W piśmiennictwie naukowym na terenie Polski podano dość liczne jej stanowiska.
Saprotrof. Występuje w lasach liściastych, mieszanych i w parkach na martwym drewnie; na opadłych gałęziach i powalonych pniach drzew i krzewów. Notowano także jego występowanie na owocniku smoluchy świerkowej (Ischnoderma benzoinum). Rozwija się głównie na drewnie drzew liściastych, ale czasami także na drewnie drzew iglastych (sosna, świerk, jodła).